# Max Fourestier
Ne doit pas être confondu avec Maxime le Forestier.
Max (Pierre Paul Auguste) Fourestier, né le 30 octobre 1907 à Lunas et mort le 11 mai 1986 à Blandainville, est un médecin, commandeur de la Légion d'honneur et décoré de la croix de guerre 1939-1945.

## Biographie
Élève au collège Saint-Gabriel de Saint-Affrique dans l'Aveyron, il fit ses études de médecine à Paris et devient médecin à 29 ans en 1936.
Il fut médecin chef du dispensaire de Montreuil puis médecin des écoles à Vanves puis du service de pneumologie à l'hôpital de Nanterre (une école de Vanves et l'hôpital de Nanterre portent son nom aujourd'hui). C'était un médecin spécialisé dans la prise en charge de la tuberculose.
En 1953, médecin de l'hygiène scolaire, il crée avec Maurice David Directeur de l'enseignement de la Seine la première classe de neige, véritable innovation pédagogique, aujourd'hui très répandue dans de nombreuses écoles françaises.
Max Fourestier a inventé avec Jacques Claude Vulmière et Joseph Amedée Gladu  qui était ingénieur à l'Institut national d'optique, des endoscopes universels. Il a ainsi réalisé les premiers enregistrements diagnostics photo-télé-cinématographique au sein de l'hôpital qui porte depuis son nom.
Il est enterré, à sa demande, dans le cimetière de l'hôpital où il a exercé.

## Distinctions
- Croix de guerre 1939-1945
- Commandeur de la Légion d'honneur